# 容美土司遗址
29°58′20″N 110°05′54″E / 29.97222°N 110.09833°E
容美土司遗址位于湖北省鹤峰县容美镇屏山村，是容美田氏土司治所的遗址，是全国重点文物保护单位。
容美田氏土司自元至大三年（1310年）被授予黄沙寨千户，至正二十六年（1366年）被明太祖授予容美宣抚司宣抚使，至清雍正十三年（1735年）改土归流，共传15代23土司425年。目前保存较好的遗迹有爵府、中府、南府、细柳城、万全洞、万人洞、情田洞、天泉山关寨、西坪府寨、水寨、九峰桥等。爵府遗址营建于明万历年间，面积约50万平方米。

## 文物保护情况
1992年12月16日，以“官坟园石刻及九峰桥”的名义被湖北省人民政府列为第三批湖北省文物保护单位；2006年5月25日，以“容美土司遗址”的名义被中华人民共和国国务院列为第六批全国重点文物保护单位。
各个子项的保护范围和建设控制地带为：
爵府遗址（包括戏楼、鸣虎山关庙、嘹望台、大堂、二堂、院堂、小昆仑、地牢、油榨、祭祀台等）：
保护范围：爵府遗址及周围一定范围。四至：东面至小昆仑东侧村级公路，西面至2台区2线43号电杆，南面至戏楼南侧公路，北面至古水井。
建设控制地带：以保护范围四至为界，四周向外延伸30米。
司署遗址：
保护范围：司署遗址及周围一定范围。四至：东面至hfly20090901皂荚古树，西面至碑垭山麓，南面至罗汉包山麓，北面至后街山麓。
建设控制地带：以保护范围四至为界，四周向外延伸30米。
细柳城遗址：
保护范围：细柳城遗址及周围一定范围。四至：东面至鹤广13号电杆，西面至细柳城村2组28号，南面至细柳城村2组12号，北面至细柳城村2组16号。
建设控制地带：以保护范围四至为界，四周向外延伸30米。
万全洞洞府遗址：
保护范围：万全洞洞府遗址及周围一定范围。四至：以万全洞的中心为基点，四周向外延伸20米。
建设控制地带：以保护范围四至为界向外延伸。东面至猴岭包，西面至洞前悬崖，南面至万全洞碑，北面至碑垭山麓。
万人洞洞府遗址：
保护范围：万人洞洞府遗址及周围一定范围。四至：以万人洞的中心为基点，四周各延伸20米。
建设控制地带：以保护范围四至为界向外延伸。东面至山腰小路，西面至洞前溪沟，南面至洞前溪沟河床，北面至山腰小路。
情田峒洞府遗址：
保护范围：情田峒洞府遗址及周围一定范围。四至：以情田洞的中心为基点，四周各延伸30米。
建设控制地带：以保护范围四至为界向外延伸。东面至万全洞后山，西面至村级公路，南面至村级公路，北面至田坎。
南府遗址：
保护范围：南府遗址及周围一定范围。四至：东面至南毕线060号电杆，西面至鹤南公路，南面至南村候车厅，北面至南李线11号电杆。
建设控制地带：以保护范围四至为界，四周向外延伸30米。
中府遗址（包括司署遗址、百斯庵遗址、古城墙遗址等）：
司署遗址、百斯庵遗址，实施联体保护。
保护范围：遗址本体及周围一定范围。四至：东从县政协住宅楼东北角至县中心医院南端住宅楼东南角，西从县科学技术协会办公楼西南角沿县委党校，县人民武装部西侧至县看守所西北角，南从县中心医院南瑞住宅楼东南角沿城墙路至县科学技术协会办公楼西南角，北从县公安局看守所西北角至县政协住宅楼东北角。
建设控制地带：以保护范围四至为界，四周向外延伸30米。
南城墙遗址：
保护范围：南城墙遗址及周围一定范围。四至：东面至城墙路县中心医院旧门诊楼西侧原南门口，西面至城墙路县检察院办公大楼西侧6米原西门口，南面至南城墙外2米处，北面至北城墙外6米处。
建设控制地带：以保护范围四至为界，四周向外延伸30米。
西城墙遗址：
保护范围：西城墙遗址及周围一定范围。四至：东面至东城墙外5米，西面至西城墙外10米，南面至县委党校南端界址，北面至县人民武装部北端。
建设控制地带：以保护范围四至为界，四周向外延伸30米。
水寨遗址：
保护范围：水寨遗址及周围一定范围。四至：东面从容美村村民陈家玉房屋东北角向南沿村民朱玉平、叶兴熙房屋东南角至与县容美镇中心小学北侧围墙平行点，西面从县容美镇中心小学北侧围墙向北沿容美村村民吴西洋房屋西北角至村民杨双武房屋东南角，南面至县容美镇中心小学北侧围墙，北面沿容美村村民杨双武房屋东南角至村民陈家玉房屋后东北角。
建设控制地带：以保护范围四至为界，四周向外延伸20米。
天泉山关寨遗址（包括“三星观”庙宇遗址、田门刘氏墓）：
“三星观”庙宇遗址：
保护范围：“三星观”庙宇遗址及周围一定范围。四至：以残存天井为中心，向东延伸30米至村级公路，向西延伸20米，向南延伸20米，向北延伸30米至村级公路。
建设控制地带：以保护范围四至为界，四周向外延伸20米。
田门刘氏墓：
保护范围：田门刘氏墓及周围一定范围。四至：以墓冢边缘为界四周向外延伸10米。
建设控制地带：以保护范围四至为界，四周向外延伸20米。
容美土司家族墓地：
保护范围：容美土司家族墓地及周围一定范围。四至：东面从容美村村民彭相鹤房屋前保坎至南北两端自然坎，西面至跳鱼坎电站引水渠东侧，南面沿自然坎由东向西经容美村村民李家选房屋东南角、张红兵房屋南侧至跳鱼坎电站引水渠，北面由容美村村民彭相鹤房屋北侧沿自然坎由东向西经村民场双武房星西南角、田玉莲房屋东南角至跳鱼坎电站引水渠。
建设控制地带：以保护范围四至为界，四周向外延伸20米。
向氏家族墓地（包括向文宪墓、向遇春墓等）：
保护范围：向氏家族墓地及周围一定范围。四至：各墓冢以边缘为界，四周向外延伸10米。
建设控制地带：以各自的保护范围四至为界，四周向外延伸10米。
九峰桥：
保护范围：九峰桥及周围一定范围。四至：东面至鸦来公路，西面至鸦来公路，南面至公路桥，北面至老信用社住宅楼。
建设控制地带：以保护范围四至为界，四周向外延伸30米。
大屋场遗址：
保护范围：大屋场遗址及周围一定范围。四至：以残存碾槽为中心，向四面各延伸50米。
建设控制地带：以保护范围四至为界，四周向外延伸30米。
紫云山祭祀遗址：
保护范围：紫云山祭祀遗址及周围一定范围。四至：以寺庙遗迹为中心，四周向外延伸20米。
建设控制地带：以保护范围四至为界向外延伸。东面至村级公路，西面至村级公路，南面至庙湾村6组5号，北面至紫云山北侧山麓。
“百顺桥”碑：
保护范围：“百顺桥”碑及周围一定范围。四至：以石碑为中心，四周向外延伸10米。
建设控制地带：以保护范围四至为界，四周向外延伸20米。